# Barbar Conan (film, 2011)
Barbar Conan je americký akční fantasy film režiséra Marcuse Nispela z roku 2011. Postavu Conana ztvárnil Jason Momoa. Jedná se o nové zpracování původního filmu Barbar Conan v hlavní roli s Arnoldem Schwarzeneggerem.

## Děj
Conan je cimerský válečník zrozen k boji. Již jako malý ochutnal krev své matky, když se narodil na bojišti, přičemž jeho matka zemřela. Vychován byl pouze svým otcem. Stal se víc než jen synem, válečníkem a legendou.
Když byla jeho vesnice vyvražděna a jeho otec zavražděn krutým Khalarem Zymem a jeho dcerou Marique jenž je napůl člověk a napůl čarodějka. Zym hledá bajný předmět jenž by mu dopomohl oživit jeho mrtvou ženu.
Conan je nucen se dívat jak jeho otec umírá, přísahá pomstu. Po několika letech, kdy se Conan protlouká životem a jde od boje k boji se z něj stává pravý cimeřan. Khalar Zym a jeho dcera Marique již získali předmět, jež mu dopomůže stát se bohem a přivést svou ženu zpět ze záhrobí.
K tomu ještě potřebuje čistou krev z potomků bájněho rodu.
Tato síla se skrývá v mladé ženě Tamaře.
Je jí předurčeno osudem aby se setkala s Conanem a společně cestují dál za pomstou. Conan brzy pochopí že jeho cesta není jen cestou pomsty, ale je cestou muže, jenž má osvobodit celou Hyborii.

## Obsazení
| Jason Momoa    | Conan              |
| Rachel Nichols | Tamara             |
| Stephen Lang   | Khalar Zym         |
| Rose McGowan   | Marique            |
| Ron Perlman    | Conanův otec Corin |